# Maršovice, Benešov
Maršovice là một chợ huyện thuộc huyện Benešov, vùng Středočeský, Cộng hòa Séc.